# 이기성 (시인)
이기성(1966년 ~ )은 대한민국의 시인이자 문학평론가이다. 서울에서 태어나 이화여대 국어국문학과와 동 대학원을 졸업했다.

## 약력
1998년 《문학과사회》에 시〈지하도 입구에서〉, 〈우포늪〉, 〈아무도 보지 못한 풍경〉등의 시를, 2001년 《21세기문학》에 평론을 발표하며 등단했다.

## 수상
- 2015년 제60회 현대문학상[1]

## 저서
- 시집 《불쑥 내민 손》(문학과지성사, 2004) ISBN 8932015465
- 시론집 《모더니즘의 심연을 건너는 시적 여정》(소명출판, 2006) ISBN 8956262276
- 평론집 《우리, 유쾌한 사전꾼들》(소명출판, 2009) ISBN 9788956263816
- 시집 《타일의 모든 것》(문학과지성사, 2010) ISBN 9788932021690

#### 시인의 말
- 《불쑥 내민 손》
염천(炎天)을 이고 걷는다.
추억할 만한 슬픔도 없는데
몸의 구멍마다
이상한 울음이 자꾸 쏟아진다.
벗이여,
나는 봉인되고 싶다.
- 《타일의 모든 것》
내 앞에 불쑥,
다가왔던
차갑고 딱딱한 손에게